# توني بيكر (لاعب كرة قدم أمريكية أمريكي)
توني بيكر (بالإنجليزية: Tony Baker)‏ هو لاعب كرة قدم أمريكية أمريكي، ولد في 11 يونيو 1964 في هاي بوينت في الولايات المتحدة.

## وصلات خارجية
- توني بيكر على موقع مرجع كرة القدم المحترفة.كوم (الإنجليزية)